# Schönaui Szent Erzsébet
Schönaui Szent Erzsébet (valószínűleg Bonn, 1126 és 1129 között – Schönaui kolostor (ma Strüth), 1164. június 18.) szentté avatott bencés apáca, misztikus.

## Élete
Erzsébet valószínűleg kisnemesi családban született, családneve Hartwig volt. Szülei 1141-ben beadták a Schönaui bencés kolostorba, mely úgynevezett kettős kolostor volt, ami azt jelenti, hogy a női és férfi kolostor egy helyen volt, s egy vezetés alatt állt. 1147-ben lépett be a rendbe, örök fogadalmát 1157-ben tette le.
Közben 1152-ben súlyos betegségbe esett, valamint szorongás és depresszió kínozta, s ezután kezdődtek látomásai és extázisai, melyben Jézus, Szűz Mária jelent meg neki. Ezek a látomások sokszor napokig tartottak.
Vallotta, hogy a misztika természetszerűen hozzátartozik a lelki élethez, s kellő megtisztulás után elnyerhető. Látomásairól testvére, a kolostor apátja, Egbert készített feljegyzéseket.
Már rövid szerzetesi élet után 1157-ben a kolostor főnöknőjévé választották. Körülbelül 35 éves korában, 1164-ben halt meg. Sírja a Schönaui Szent Flórián apátsági templomban van. 1584-ben XIII. Gergely pápa avatta szentté.

## Fordítás
- Ez a szócikk részben vagy egészben  az   Elisabeth of Schönau című angol Wikipédia-szócikk fordításán alapul.  Az eredeti cikk szerkesztőit annak laptörténete sorolja fel. Ez a jelzés csupán a megfogalmazás eredetét és a szerzői jogokat jelzi, nem szolgál a cikkben szereplő információk forrásmegjelöléseként.